# Plozévet
Plozévet é uma comuna francesa na região administrativa da Bretanha, no departamento Finisterra. Estende-se por uma área de 27,29 km². Em 2010 a comuna tinha 3 029 habitantes (densidade: 111 hab./km²).